# Macha Rosenthal
Macha Louis Rosenthal, auch M. L. Rosenthal (geboren 14. März 1917 in Washington, D.C.; gestorben 21. Juli 1996 in Suffern), war ein US-amerikanischer Literaturwissenschaftler und Lyriker.

## Leben
Rosenthal studierte an der University of Chicago und war von 1939 bis 1945 Instructor für Englisch an der Michigan State University. 1946 wechselte er als Instructor an die New York University, wo er 1949 promoviert wurde. Er lehrte dort ab 1961 moderne Poetik und Literaturtheorie und über seine Emeritierung im Jahr 1987 hinaus bis 1996. 1977 war er dort Gründer und erster Direktor des Poetics Institute. Er war zweimal Guggenheim Fellow und war auch Fellow des American Council of Learned Societies. Internationale Austauschprogramme führten ihn nach Deutschland, Pakistan, in der Zeit des Kalten Kriegs 1966 auch nach Rumänien, Polen und Bulgarien, sowie 1980 nach Italien und Frankreich. 1974 hatte er eine Gastprofessur in Israel.
Rosenthal war Spezialist für die Lyrik von William Butler Yeats, Ezra Pound, T. S. Eliot, Hugh MacDiarmid und William Carlos Williams. Er gab mehrere Lyrik-Anthologien heraus. Rosenthal verwendete 1959 erstmals den Begriff „Confessional Poetry“ in einer Rezension der Prosa- und Gedichtsammlung Life Studies von Robert Lowell.
Er betreute von 1956 bis 1961 die Poetik in der Wochenzeitung The Nation und schrieb für The New Yorker, New Statesman, Poetry (Chicago), The Spectator, English Literary History (ELH) und den Quarterly Review; von 1970 bis 1978 war er Poetry editor im The Humanist und von 1973 bis 1990 Poetry editor bei der jüdischen Zeitung Present Tense.
Rosenthal schrieb selbst Gedichte, sein erster Gedichtband Blue Boy on Skates erschien 1964, im Jahr 1969 folgte ein zweiter Band Beyond Power: New Poems.
Rosenthal lebte in Suffern. Er war mit Victoria Himmelsteiner verheiratet, sie hatten drei Kinder. Der früh verstorbene Sohn David Herschel Rosenthal war Lyriker und Übersetzer aus dem Katalanischen, Rosenthal widmete ihm die 1994 erschienene Untersuchung der Gedichte Yeats’.

## Schriften (Auswahl)
- The modern poets : a critical introduction. New York : Oxford University Press, 1960
- A primer of Ezra Pound. New York : Macmillan, 1960
- Selected poems and two plays of William Butler Yeats. New York : Collier Books, 1962
- Blue Boy on Skates: Poems. 1964
- The William Carlos Williams reader. New York : Published for James Laughlin by New Directions Publishing Corporation, 1966
- The New Modern Poetry: British and American Poetry Since World War II. New York : Macmillan, 1967
- The New Poets: American and British Poetry Since World War II. New York : Oxford University Press, 1967
- Beyond Power: New Poems. 1969
- Randall Jarrell. Minneapolis : University of Minnesota Press, 1972
- Poetry and the Common Life. New York : Oxford University Press, 1974
- Sailing Into the Unknown: Yeats, Pound, and Eliot. New York : Oxford University Press, 1978
- The Adventures of Pinocchio. Übersetzung aus dem Italienischen. 1983
- mit Sally M. Gall: The Modern Poetic Sequence. New York : Oxford University Press, 1983
- The Poet's Art. New York : Norton, 1987
- Our Life in Poetry: Selected Essays and Reviews. New York, N.Y. : Persea Books, 1991
- Running to Paradise: Yeats's Poetic Art. New York : Oxford University Press, 1994